# Baignes-Sainte-Radegonde
Baignes-Sainte-Radegonde [bɛɲ sɛ̃t ʁadɡɔ̃d] ist eine französische Gemeinde mit 1241 Einwohnern (Stand 1. Januar 2022) im Département Charente in der Region Nouvelle-Aquitaine; sie gehört zum Arrondissement  Cognac und zum Kanton Charente-Sud. Die Gemeinde besteht aus den Orten Baignes und Sainte-Radegonde sowie mehreren Dörfern und Weilern. Baignes bildet eine räumliche Einheit mit Le Vivier in der Nachbargemeinde Touvérac.

## Geographie
Nachbargemeinden von Baignes-Sainte-Radegonde sind Montmérac mit Lamérac im Norden, Touvérac im Osten, Bors (Canton de Charente-Sud) im Südosten, Chantillac im Süden, Vanzac und Bran im Südwesten, Mortiers und Léoville im Westen sowie Saint-Maigrin im Nordwesten.
Das Gemeindegebiet wird in Ost-West-Richtung vom Fluss Pharaon durchquert, der auch den Gemeindehauptort Baignes berührt. An der nördlichen Gemeindegrenze verläuft der Fluss Tâtre. Beide gehören zum Flusssystem der Charente.

## Bevölkerungsentwicklung
- 1962: 1416
- 1968: 1462
- 1975: 1452
- 1982: 1427
- 1990: 1191
- 1999: 1239
- 2007: 1282
- 2017: 1257

## Sehenswürdigkeiten
- Abtei Saint-Étienne de Baignes
- Die nach Radegundis benannte Pfarrkirche Sainte-Radegonde (wohl 11. Jahrhundert)
- Ruine des einzig verbliebenen Turms des Château de Montausier (16. Jahrhundert) – seinerzeit das Zentrum der Duché-Pairie Montausier
- Manoir des Abbé Jean Hippolyte Michon (19. Jahrhundert)
- Markthalle

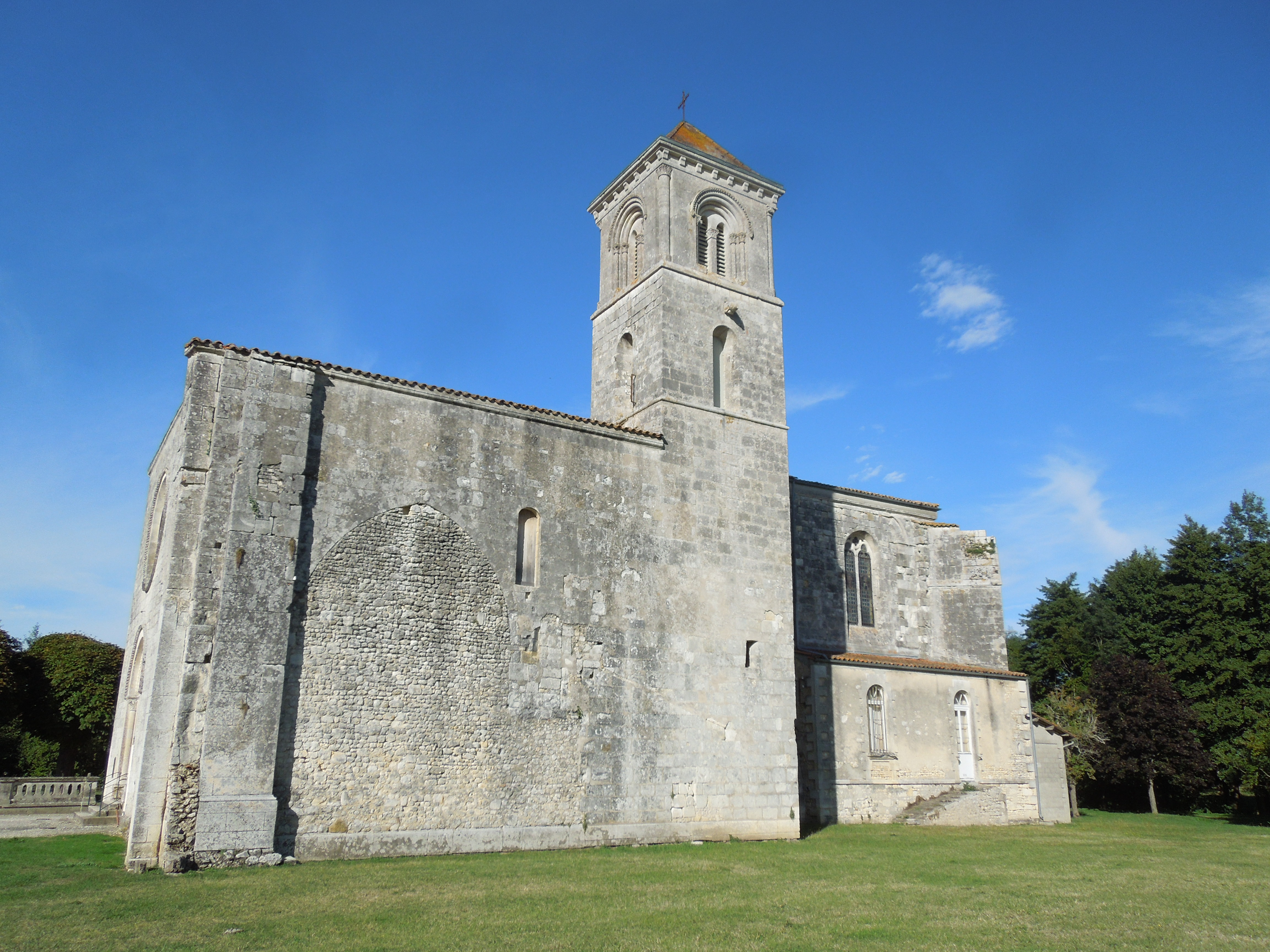
Kirche Saint-Etienne im Ortsteil Baignes
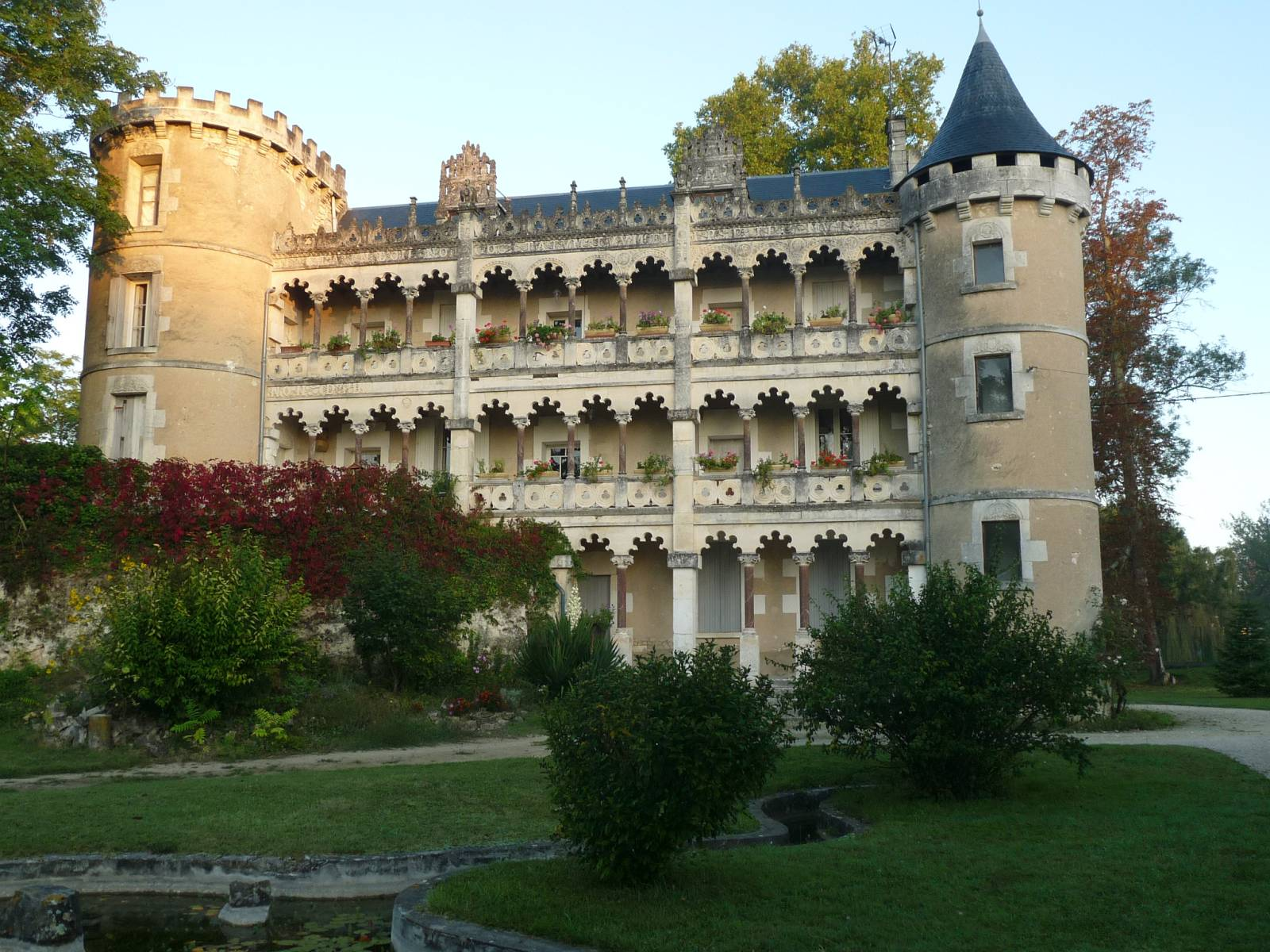
Manoir des Abbé Michon
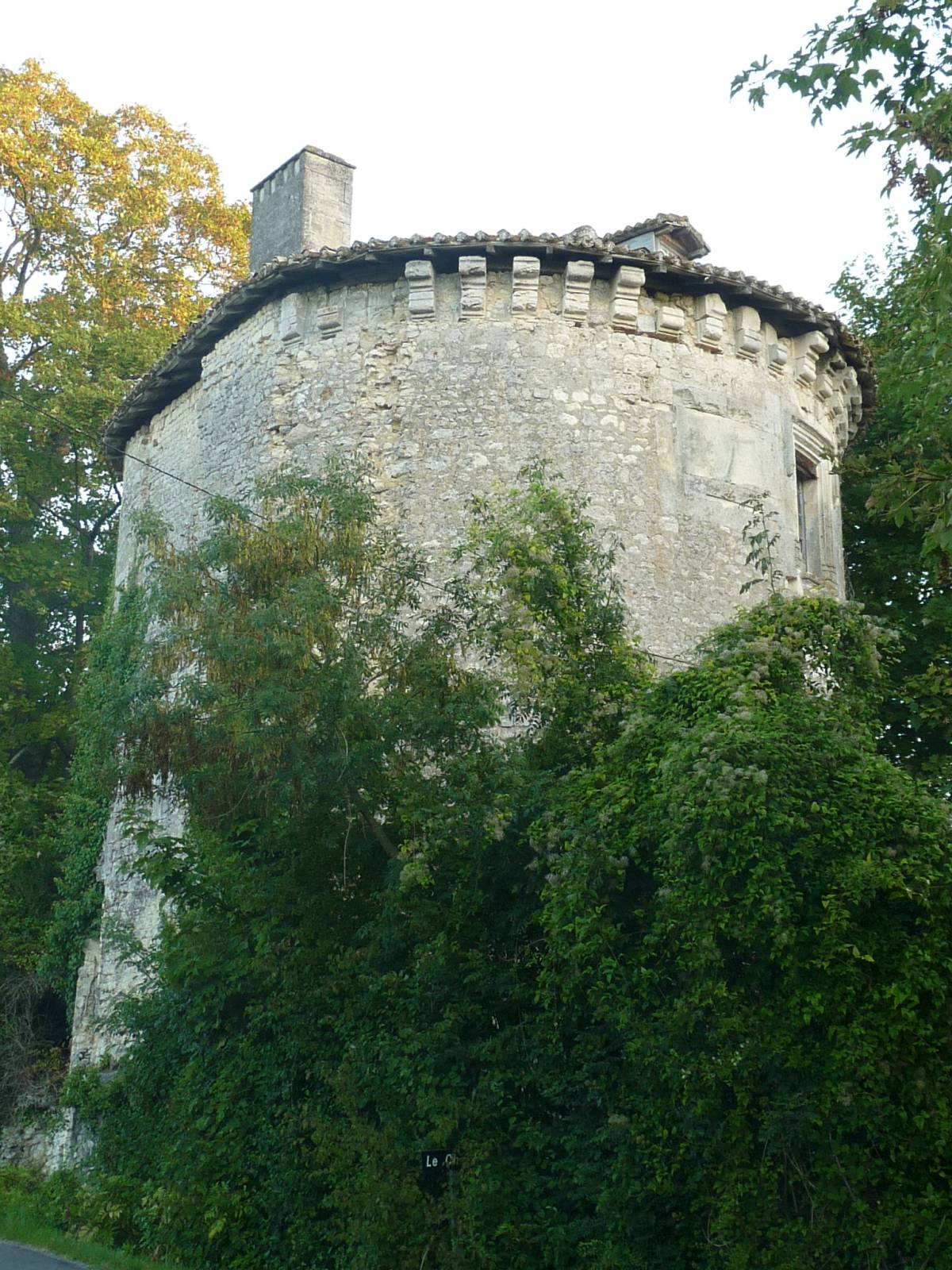
Turm des Château de Montausier
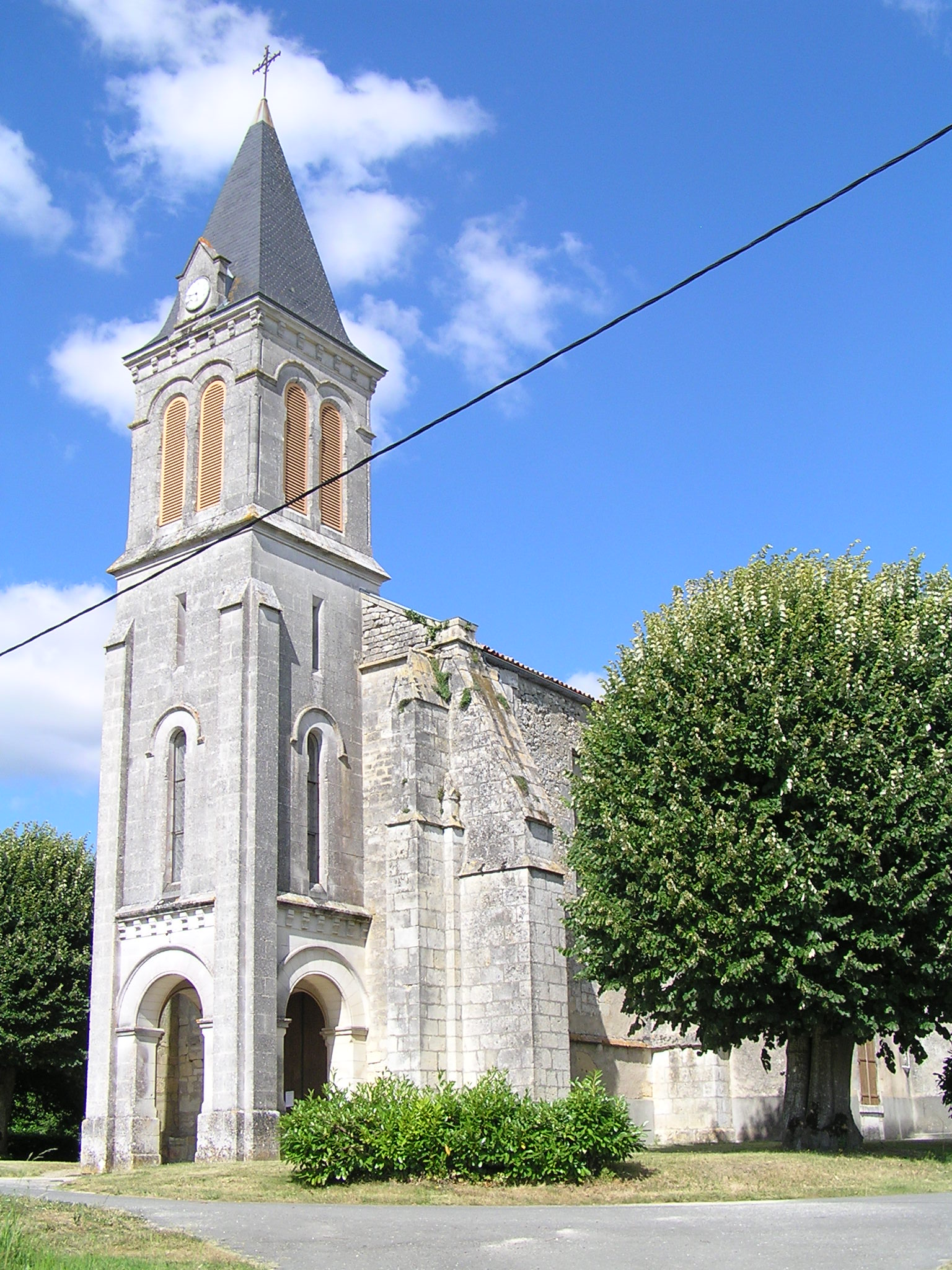
Kirche Sainte-Radegonde im Ortsteil Sainte-Radegonde

## Persönlichkeiten
- Charles de Sainte-Maure, duc de Montausier (1610–1690), Gentilhomme und Militär
- Jean Hippolyte Michon (1806–1881), Schriftsteller und Begründer der modernen Graphologie

## Partnergemeinde
Es besteht eine Partnerschaft mit dem oberbayerischen Dietramszell.